# ستيفن تي كاتس
ستيفن تي كاتس (بالإنجليزية: Steven T. Katz)‏ هو مؤرخ وأستاذ جامعي أمريكي، ولد في 24 أغسطس 1944 في جيرسي سيتي في الولايات المتحدة.

## وصلات خارجية
- ستيفن تي كاتس على موقع إن إن دي بي (الإنجليزية)